# 樋渡群
樋渡 群（ひわたし ぐん、1978年- ）は、日本のサッカー指導者。広島県広島市出身。元サッカー日本代表監督のヴァイッド・ハリルホジッチの専属通訳を務めていた。

## 略歴
- 1978年、広島市に生まれる。
- 1997年、広島市の崇徳高等学校を卒業。
- 2002年、東京都立大学経済学部を卒業。卒業後、渡仏。サッカー指導とフランス語を学ぶ。
- フランスではパリ・サンジェルマンFC U-12監督などを歴任。この時期にハリルホジッチがパリサンジェルマンFCの監督を務めている。
- 2006年に帰国し、JFAアカデミー福島やJFAアカデミー熊本宇城でクロード・デュソーの通訳兼コーチを歴任。[2]
- 2009年からはJFAアカデミー福島男子U-14、男子U-15コーチ等を歴任。
- 2012年から2014年にかけてJFAアカデミー福島女子U-18監督を務める。
- 2015年、サッカー日本代表監督に就任したハリルホジッチの専属通訳に就任。[3]

## 取得ライセンス
- 日本サッカー協会公認A級コーチライセンス
- 仏サッカー協会公認指導者ライセンス

## 人物
- 樋渡の通訳について、元日本代表監督のフィリップ・トルシエのアシスタントを務めたことでも知られるフローラン・ダバディは自身のtwitterで「通訳、上手いです。問題ありません。やはり彼も現役の指導者なだけに、サッカーをよく知っています⚽️ 真面目そうですから、ハリル氏と気が合うでしょう」と評価した上で、樋渡をメインの通訳とした上でもう数人の通訳配置の必要性を主張している。[4]
- スペインの元選手ジョセップ・グアルディオラ似というそのスキンヘッドでインパクトのある風貌もさることながら、異色の経歴も相俟って注目されるようになった。また、2015年5月16日にはTBS系情報7days ニュースキャスターでも紹介された。

## 典拠
1. ↑  “元JFAアカデミー生が語るハリルホジッチ監督通訳・樋渡群のパーソナリティ”.   Yahoo!ニュース (2015年3月14日). 2015年4月27日時点のオリジナルよりアーカイブ。2015年5月25日閲覧。
2. ↑  “群さん送別会”.   日本サッカー協会 (2010年2月18日). 2015年5月25日時点のオリジナルよりアーカイブ。2015年5月25日閲覧。
3. ↑  “ハリル監督通訳は元PSGのU12監督の樋渡群氏”.   日刊スポーツ新聞社 (2015年3月14日). 2015年3月15日時点のオリジナルよりアーカイブ。2015年5月25日閲覧。
4. ↑  “フローラン・ダバディ@DabadieTV 2015年3月13日” (2015年3月13日). 2015年5月25日時点のオリジナルよりアーカイブ。2015年5月25日閲覧。